# Wondreb-Graben
Als Wondreb-Graben oder Wondreb-Senke wird das Tal der Wondreb von Mitterteich bis zur Einmündung in den Stausee Jesenice in Tschechien bezeichnet.

## Geographie
Besonderes Augenmerk ist dabei auf den engen Durchbruch der Wondreb knapp nördlich von Waldsassen zwischen Platte (577 m ü. NHN) im Fichtelgebirge und Mühlbühl (550 m ü. NHN) im Oberpfälzer Wald zu richten, da dies als geologische Grenze der beiden Mittelgebirge gilt. Das Niveau der Wondreb liegt dort bei etwa 465 m ü. NHN, der Gipfelabstand der beiden Anhöhen lediglich bei 2,92 km und die Luftlinie vom Gipfel des Mühlbühl bis zur Wondreb bei Schloppach beträgt nur 630 m.